# Bill Bryson

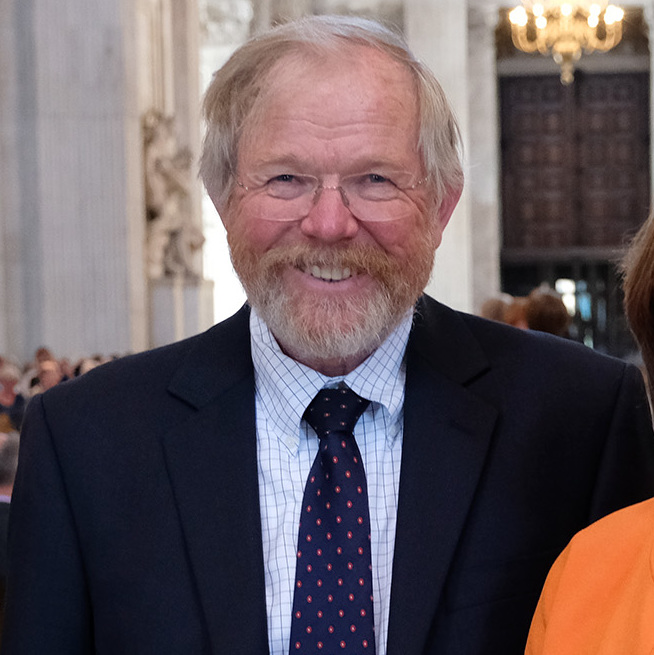
Bill Bryson (2018)

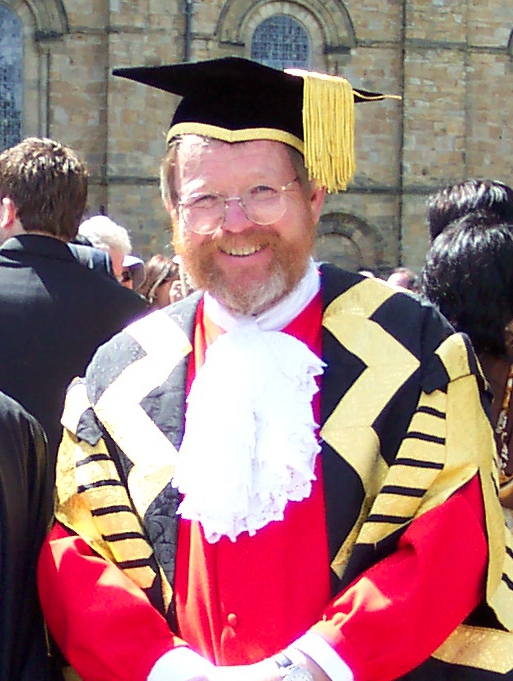
Bill Bryson als Ehrendoktor und Kanzler der Universität Durham (2005)

William „Bill“ McGuire Bryson, OBE, (* 8. Dezember 1951 in Des Moines, Iowa) ist ein US-amerikanisch-britischer Schriftsteller. Berühmt wurde er vor allem durch seine ebenso informativen wie humorvollen Reiseberichte aus Europa, den Vereinigten Staaten und Australien. Daneben wurden populärwissenschaftliche Bücher Brysons ebenfalls zu Bestsellern. Bryson war von 2005 bis Ende 2011 Kanzler (Chancellor, ein hauptsächlich zeremonielles Amt) der britischen University of Durham.

## Leben
Bryson stammt aus einer Journalistenfamilie in Des Moines und studierte zunächst an der Drake University. Er unterbrach sein Studium und kam erstmals im März 1973 über Dover als Rucksacktourist nach England. Zwei Jahre lang arbeitete er in einer psychiatrischen Klinik in Virginia Water in Surrey. 1974 ging er wieder in die USA, um seinen Hochschulabschluss an der Drake University (1975 bis 1977) nachzuholen. Ab 1977 lebte er erneut in England. Dort schrieb er zunächst zwei Jahre lang für das Bournemouth Evening Echo, außerdem für die Financial Weekly sowie später für The Times und The Independent.
1995 zog Bryson wieder in die USA nach Hanover (New Hampshire) und kehrte 2002 nach England zurück. 2004 verlieh ihm die Universität Durham die Ehrendoktorwürde, von 2005 bis 2011 war er als Nachfolger von Peter Ustinov Kanzler dieser Universität.
Der internationale Durchbruch als Schriftsteller gelang Bryson 1995 mit dem Englandbuch „Reif für die Insel“ (engl.: Notes from A Small Island). Darauf folgten mit weiteren Titeln zahlreiche Platzierungen in den englischen, amerikanischen und zuletzt auch deutschen Bestsellerlisten, die ihn zu einem der populärsten Sachbuchautoren der Gegenwart werden ließen.

## Privates
In Surrey lernte Bryson die Krankenschwester in Ausbildung Cynthia Billen kennen, die er 1974 heiratete. Aus der Ehe stammen vier Kinder. Bryson lebt in Wymondham.

## Film
2015 wurde mit dem Film Picknick mit Bären eine Verfilmung seines gleichnamigen Buches veröffentlicht. Bryson wird hierin von Robert Redford dargestellt, sein Wanderfreund von Nick Nolte. Regie führte Ken Kwapis.

## Preise und Ehrungen

### Ehrendoktorwürden
- 2002: Ehrendoktorwürde der Open University[2]
- 2004: Ehrendoktor für Zivilrecht der Durham University
- 2005: Ehrendoktorwürde der Bournemouth University[3]
- 2005: Ehrendoktorwürde der University of St Andrews[4]
- 2005: Doctor of Letters der Universität Leeds[5]
- 2008: Ehrendoktorwürde der Universität Leicester[6]
- 2009: Doctor of Humane Letters der Drake University[7]
- 2012: Ehrendoktorwürde des King’s College London[8]
- 2015: Ehrendoktorwürde der Universität Westminster[9]
- 2016: Honorary Doctor of Humane Letters der Universität Iowa[10]
- 2016: Ehrendoktorwürde für Dienste für die Literatur der University of Winchester[11]

### Würdigungen
- 2005: Einrichtung des Bill Bryson Prize for Science Communication im Rahmen der Royal Society of Chemistry zur Förderung wissenschaftlichen Schreibens an Schulen
- 2006: Key to the City seiner Heimatstadt Des Moines
- seit 2007: Präsident der Campaign to Protect Rural England
- 2013: Ehrenmitglied der Royal Society